# Culex richeti
Culex richeti är en tvåvingeart som beskrevs av Jacques Brunhes och Venhard 1966. Culex richeti ingår i släktet Culex och familjen stickmyggor.
Artens utbredningsområde är Nigeria. Inga underarter finns listade i Catalogue of Life.